# Luftmatratze

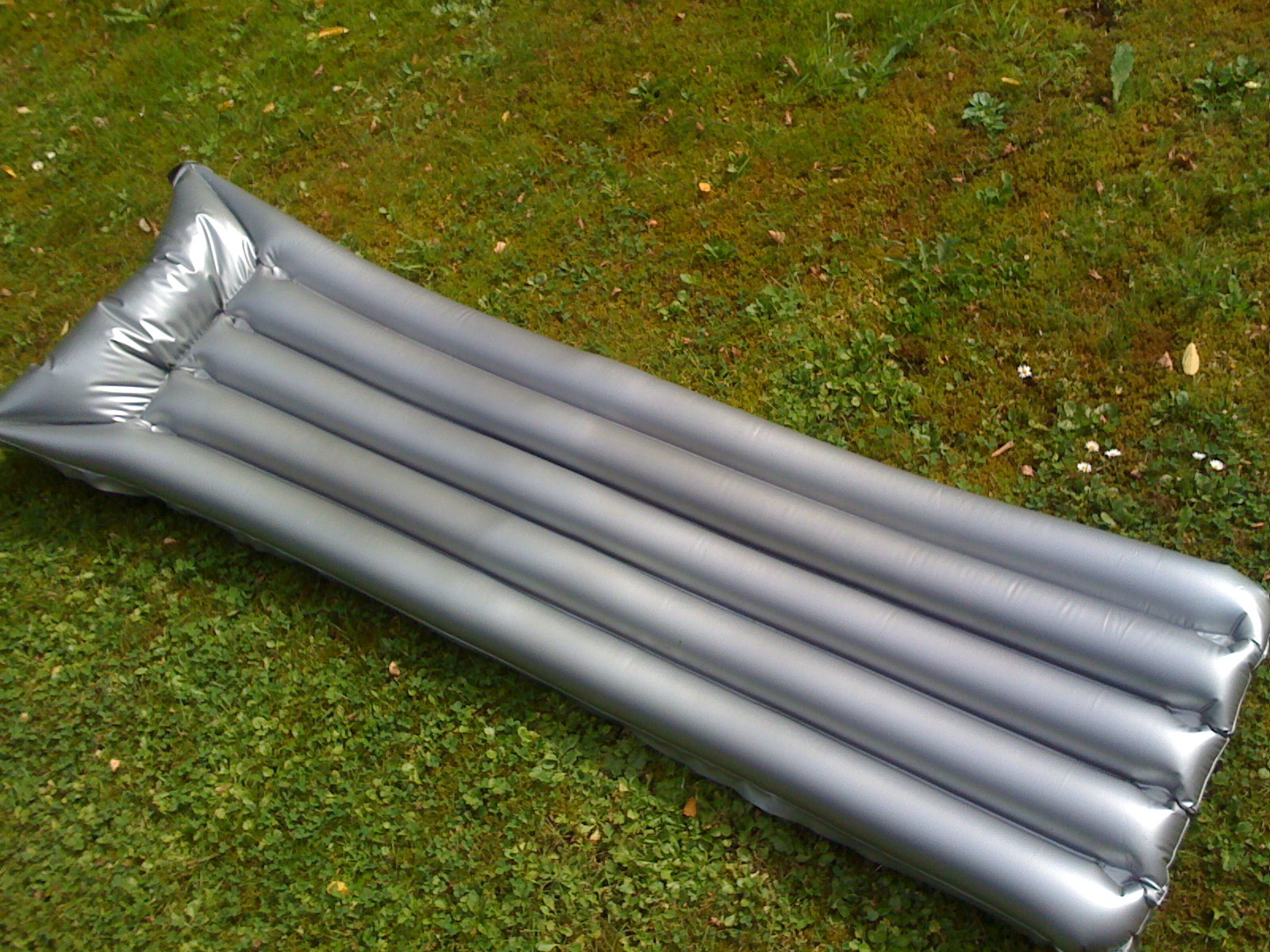
Luftmatratze zum Sonnenbaden

Die Luftmatratze ist eine aufblasbare Matratze aus einem elastischen, luftdichten Stoff (PVC, natürlicher oder synthetischer Gummi). Größere Modelle werden oft auch als Luftbett bezeichnet. 

## Aufbau
Eine Luftmatratze hat einen oder mehrere voneinander getrennte Hohlräume, die sogenannten Kammern. Ein oder mehrere Ventile dienen zum Aufblasen und Auslassen der Matratze, meist mit einem Blasebalg oder einer Luftpumpe. 
Komfortablere Modelle sind auch mit einem Bezug aus Baumwolle oder einer Velours-Beflockung als leicht transportable Schlafunterlage erhältlich. Eine spezielle Form ist die Thermoluftmatratze, eine selbstaufblasende Luftmatratze mit Eigenschaften einer Isomatte.
Luftmatratzen sind nicht feuchtigkeitsregulierend, da sämtliche Feuchtigkeit an der Oberfläche blockiert wird, dadurch bildet sich bei niedrigen Temperaturen Kondenswasser. 

## Im Wasser
PVC-Luftmatratzen werden oft als Schwimmhilfe benutzt; unter Aufsicht und in flachem Wasser ist das unbedenklich, sonst allerdings für Nichtschwimmer wie Schwimmer in tiefem Wasser sehr gefährlich, da
1. man leicht von der glatten Luftmatratze abrutschen kann,
2. bei Luftverlust schnell die Gefahr des Ertrinkens besteht,
3. man durch Winde oder Strömung in kurzer Zeit so weit abtreiben kann, dass die eigene Kraft zur Rückkehr ans Ufer nicht mehr ausreicht.

Eine Spezialform ist die Badeinsel als Wasserspielzeug. Sie ist meist rund geschnitten und größer, so dass mehrere Personen darauf Platz haben. Getränkehalter, Schattenspender etc. gehören zur Komfortausstattung.

## Bilder

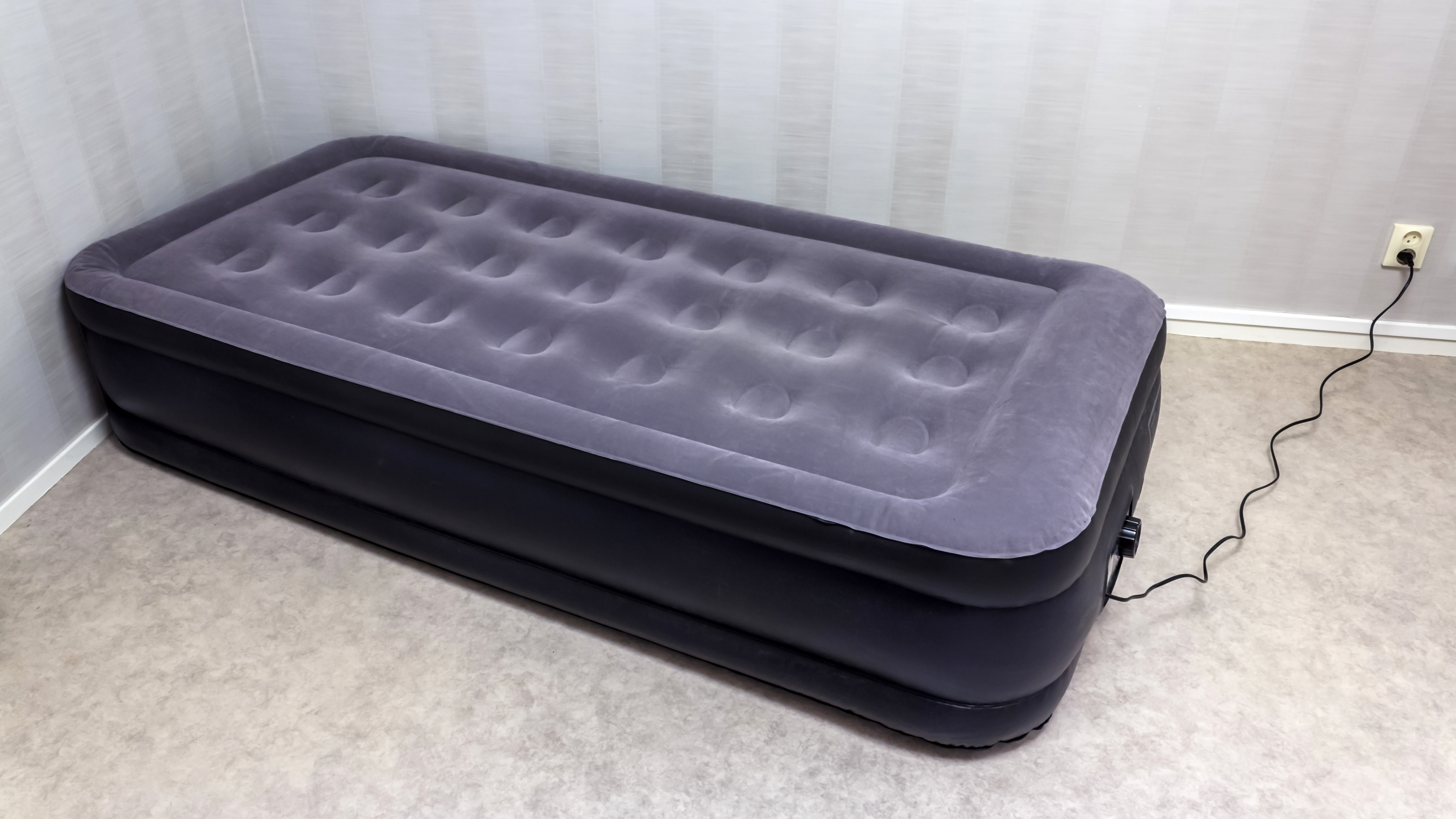
Luftmatratze als Gästebett
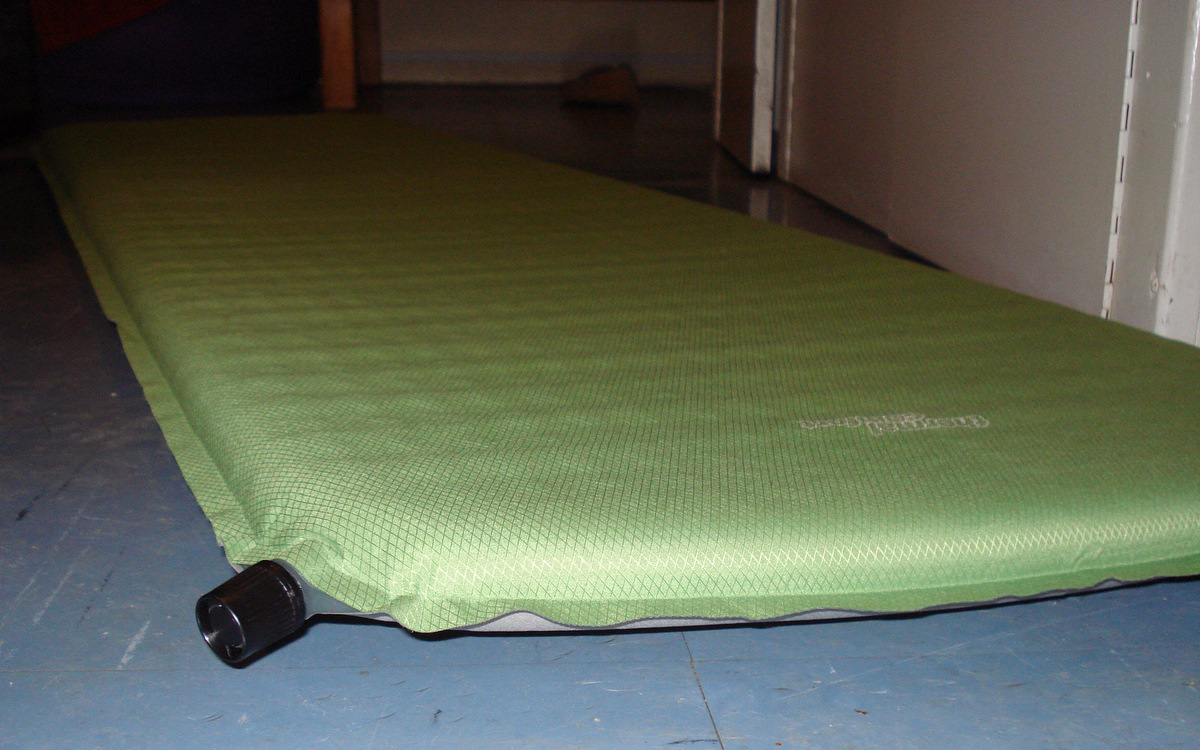
Selbstaufblasende Thermoluftmatratze
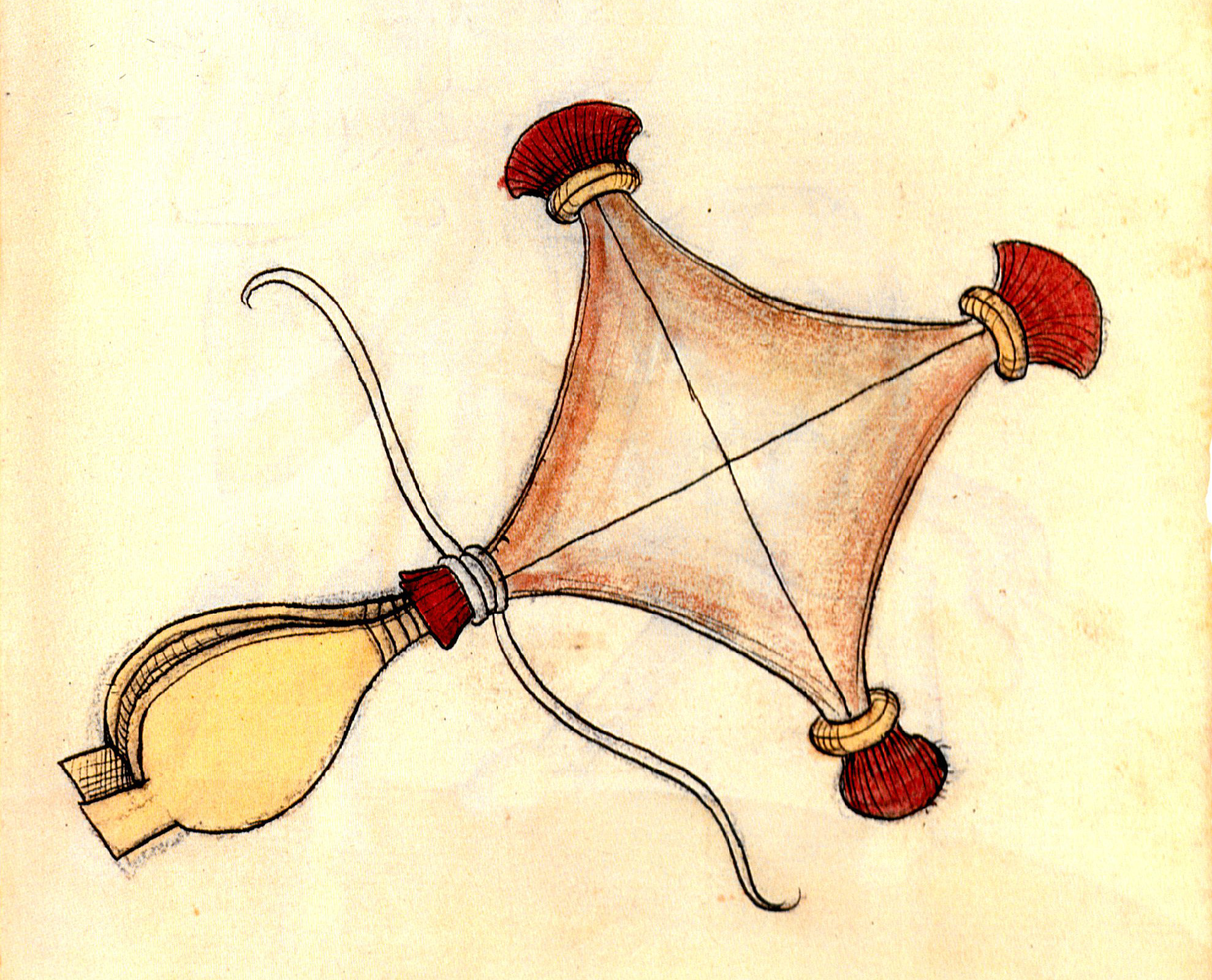
Luftmatratzenentwurf des Ingenieurs Konrad Kyeser (ca. 1405)
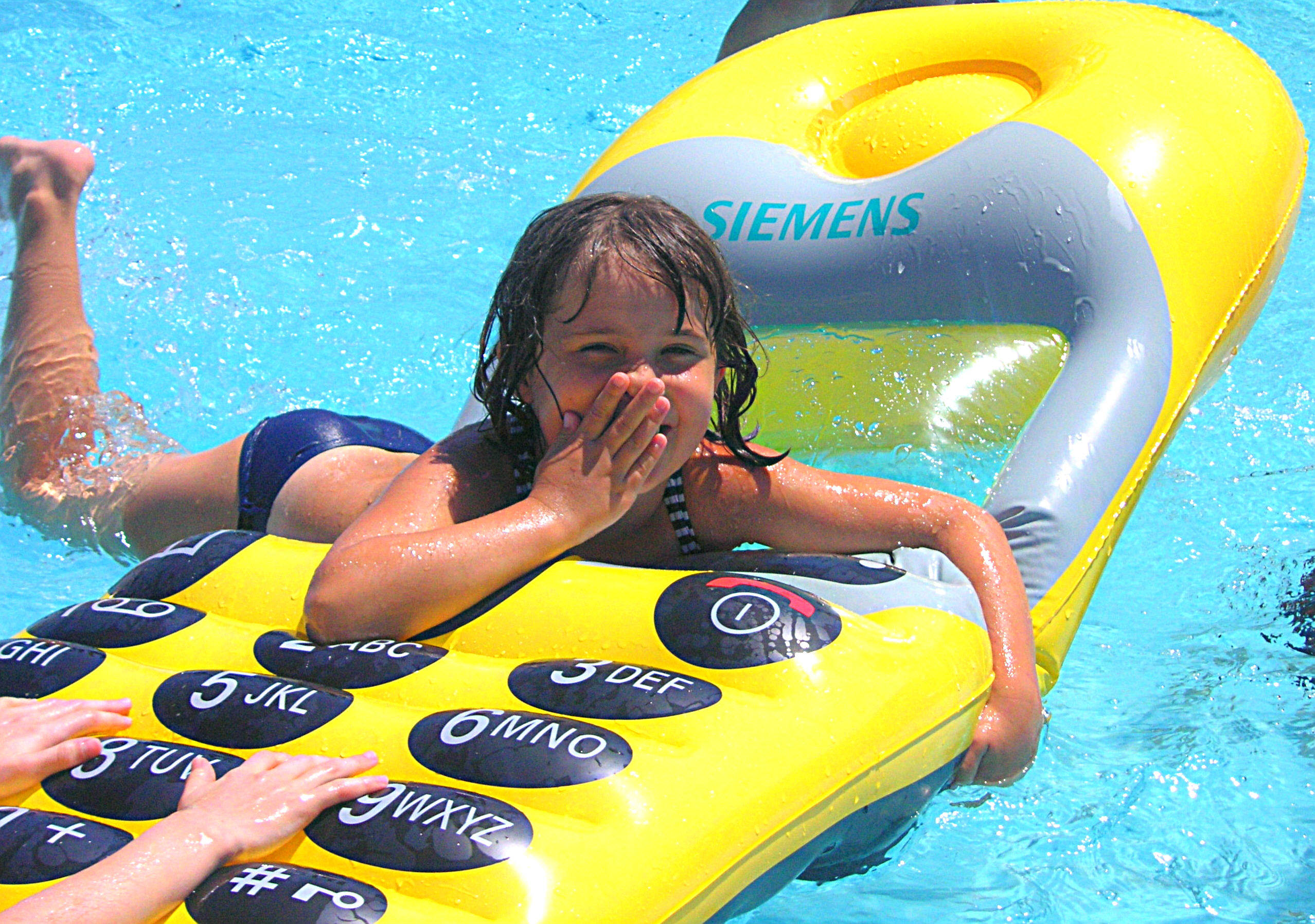
Luftmatratze in der Form eines Handys
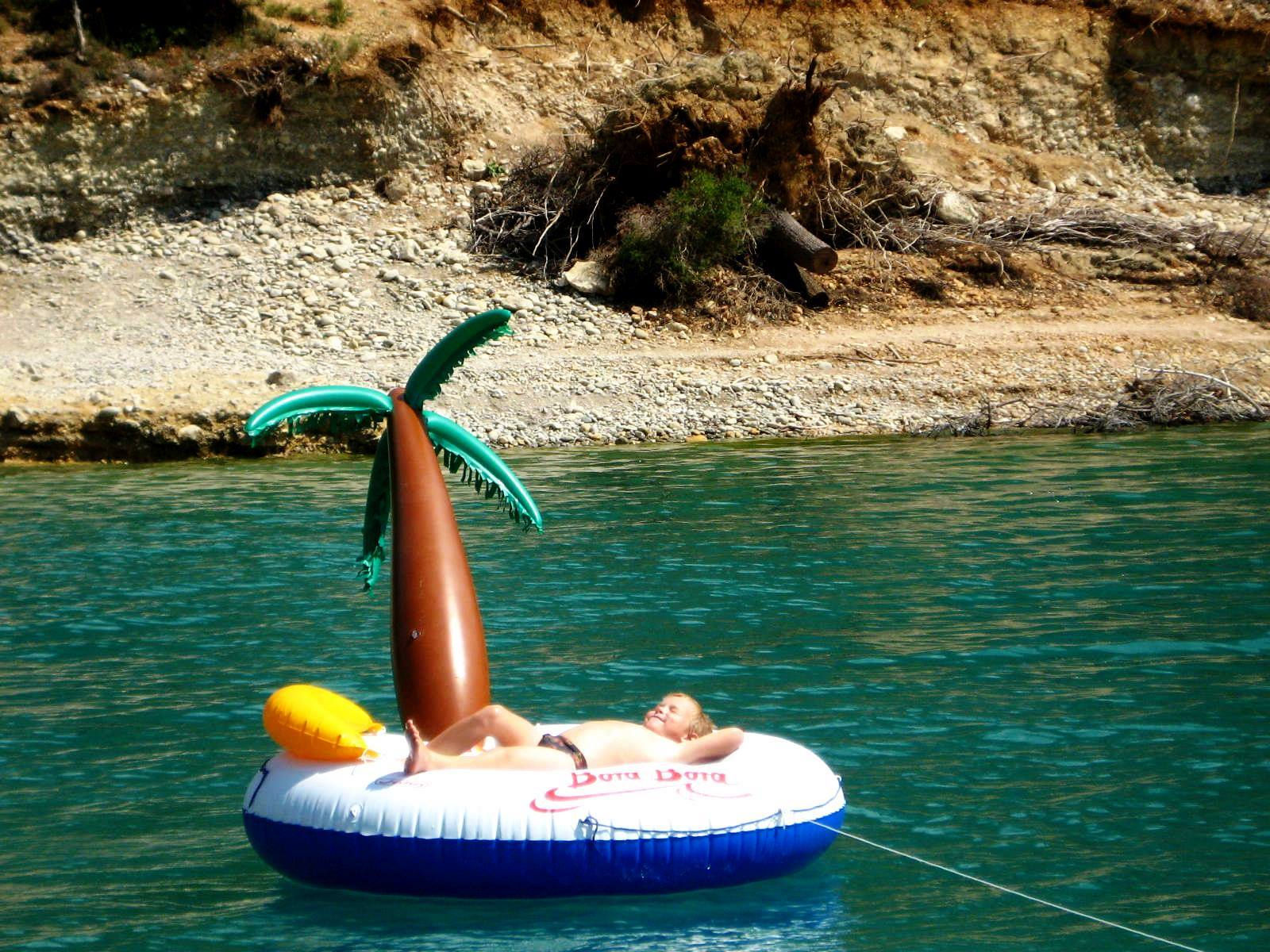
Aufblasbare Badeinsel